# Кутівський заказник
Кутівський заказник — гідрологічний заказник місцевого значення. Об'єкт розташований на території Маньківського району Черкаської області, село Кути.
Площа — 13,7 га, статус отриманий у 2003 році.

## Галерея

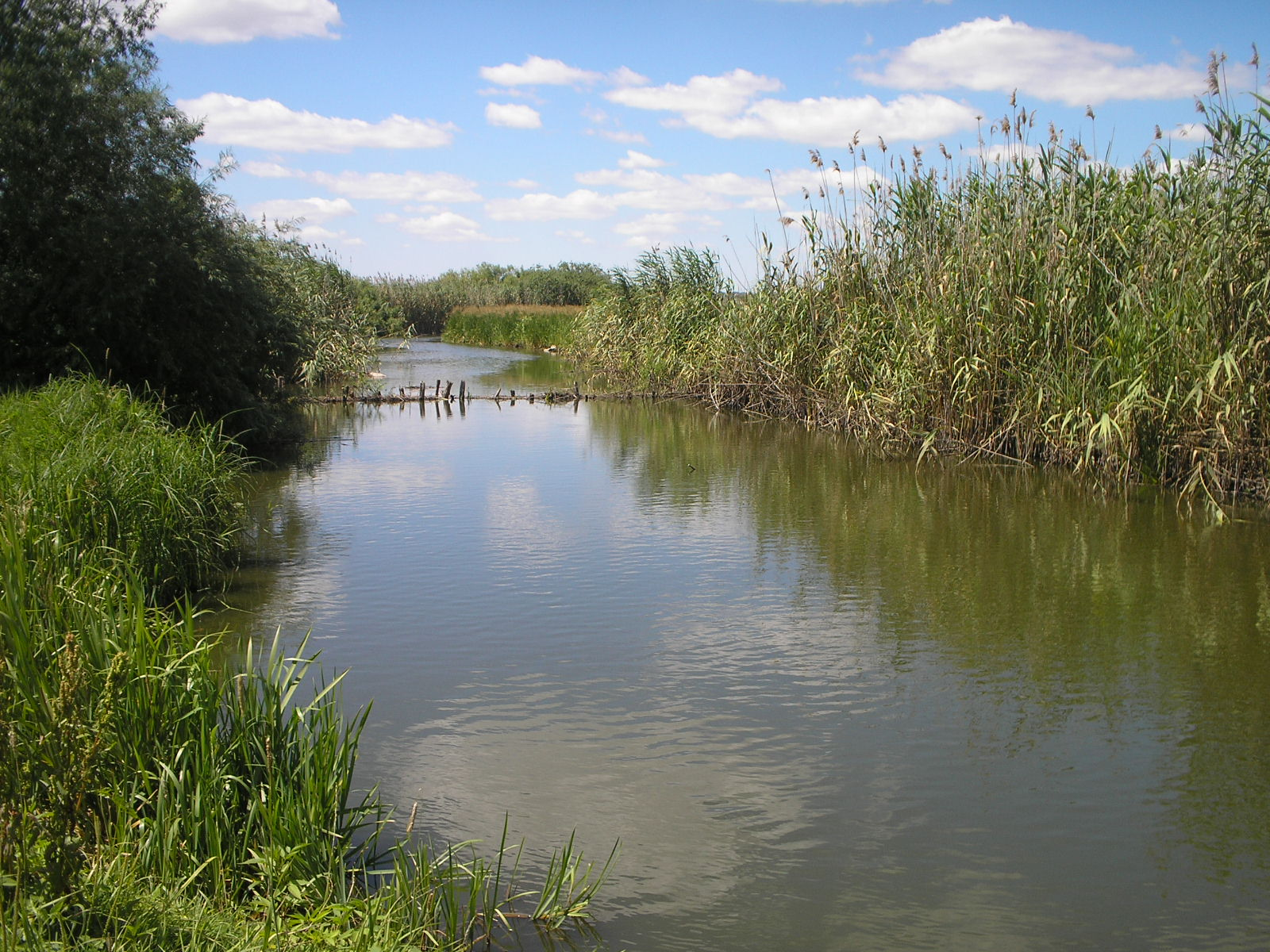
Русло річки Гірський Тікич
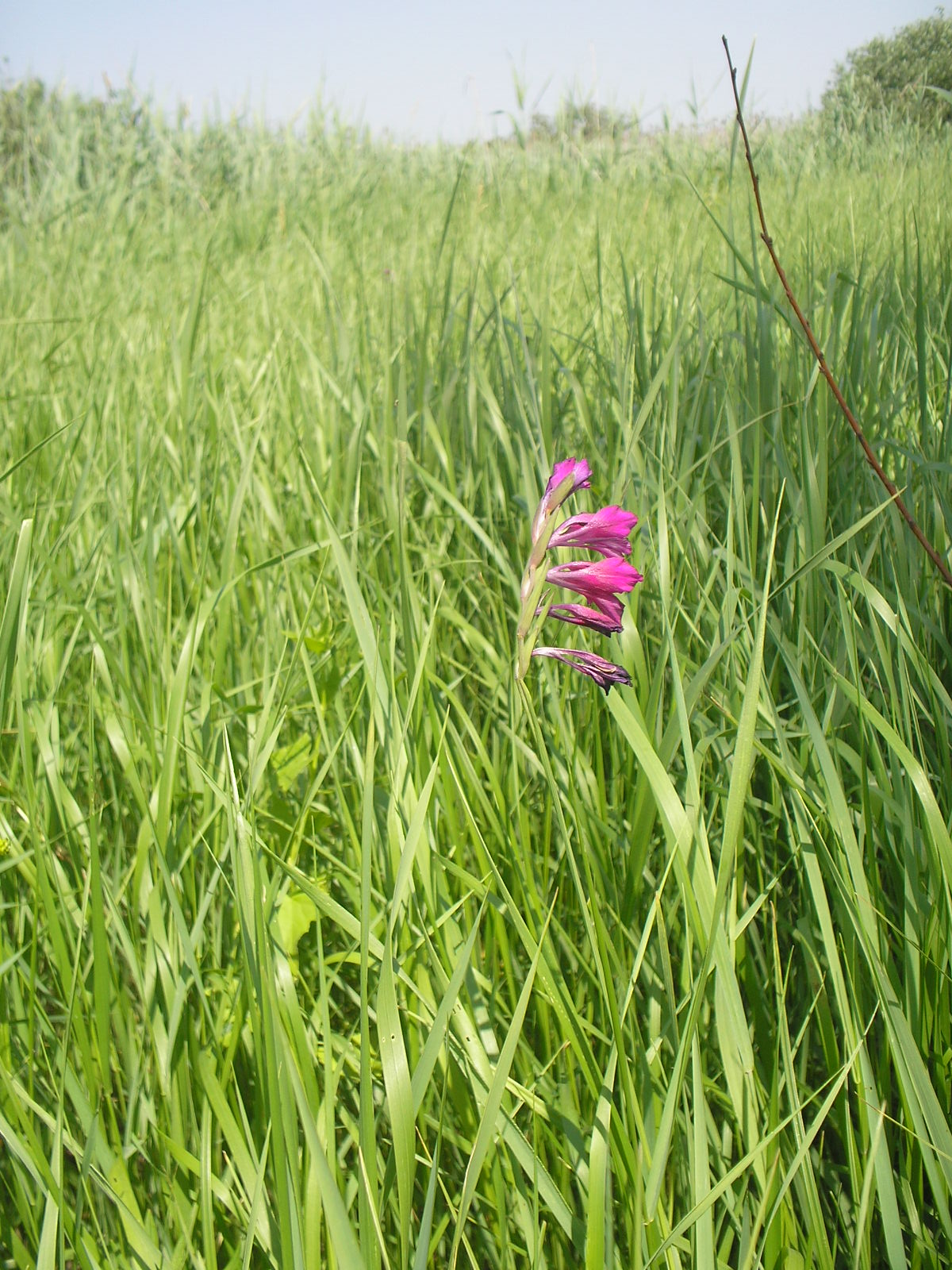
Косарики черепичасті на луках в околицях с. Кути